# Association internationale des banques coopératives
L’Association internationale des banques coopératives est une organisation sectorielle de l’Alliance coopérative internationale.

## Histoire
L’Association internationale des banques coopératives (AIBC) est fondée en 1922 par des banques coopératives nationales et des organisations financières.